# Anselm Salzer
Anselm Karl Borromäus Salzer (* 8. Oktober 1856 in Waidhofen an der Ybbs; † 17. März 1938 in Seitenstetten) war ein österreichischer Literaturhistoriker.

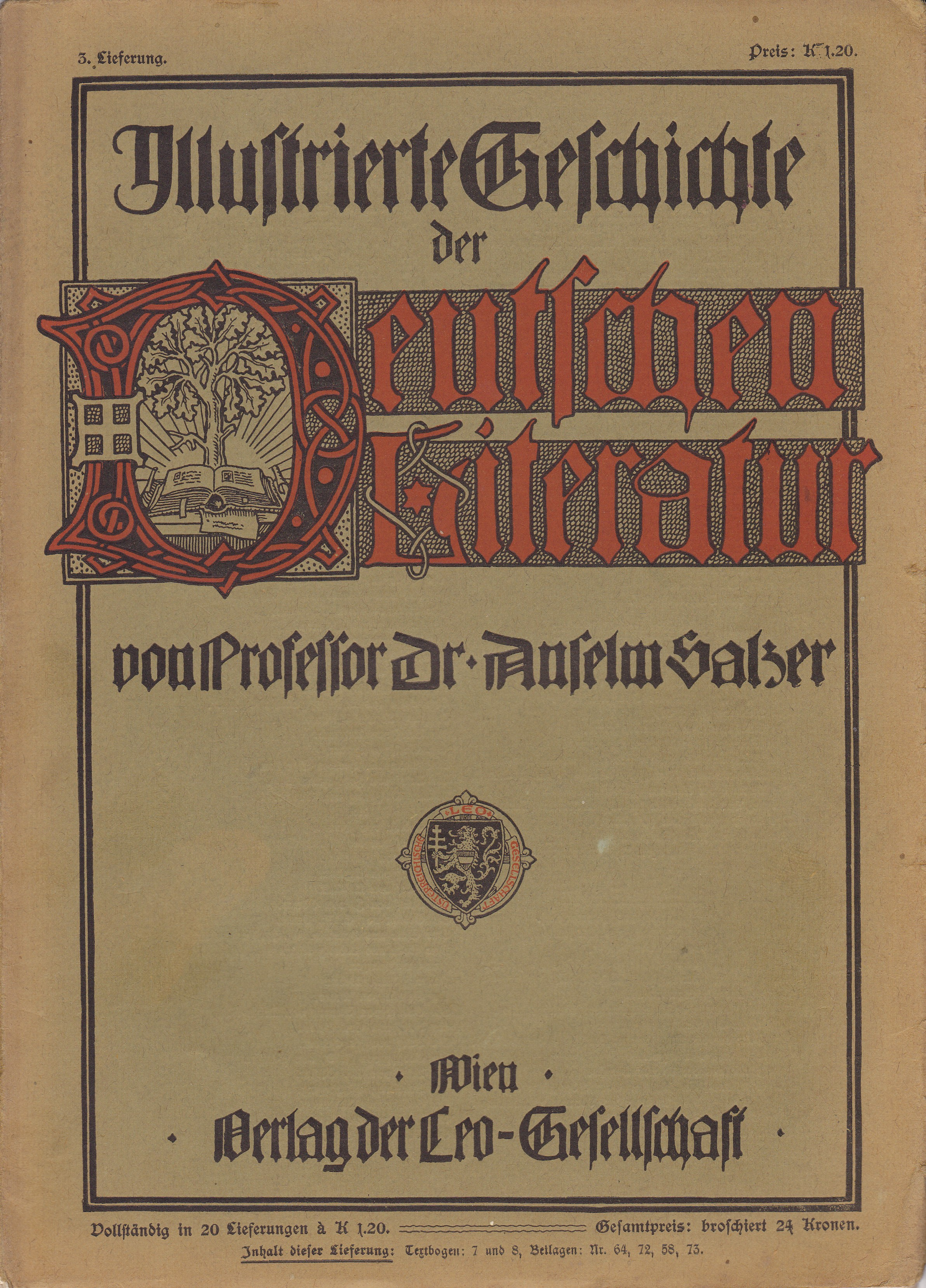

Anselm Salzer trat 1875 in das Benediktinerstift Seitenstetten ein. Nach seiner Weihe zum Priester studierte Salzer in Wien und Innsbruck Theologie, klassische Philosophie und Germanistik. Er unterrichtete mehr als 50 Jahre als Professor am Stiftsgymnasium (1883–1936). Von 1918 bis 1937 war er auch dessen Direktor. Ab 1904 war er zudem als Stiftsbibliothekar tätig. 1893 veröffentlichte Salzer seine erste größere wissenschaftliche Arbeit mit dem Titel Sinnbilder und Beiworte Mariens in der deutschen Literatur und lateinischen Hymnenpoesie des Mittelalters. Sein bedeutendstes Werk ist seine Illustrierte Geschichte der deutschen Literatur, die vierteljährlich in Heftform im Verlag der Leo-Gesellschaft erschien und 1912 in Buchform herausgegeben wurde. Das mehrbändige Werk, das 2500 Seiten umfasste und mit 528 Abbildungen im Text und 296 Tafeln und Beilagen für damalige Verhältnisse äußerst großzügig ausgestattet war, erlebte mehrere Auflagen. 1999 erschien es in neu bearbeiteter und aktualisierter Form als Sonderausgabe. Anselm Salzer starb im 82. Lebensjahr in Seitenstetten.
In der Stiftsbibliothek Seitenstetten steht eine Büste zu Anselm Salzer vom Bildhauer Kunibert Zinner (1935). In Waidhofen an der Ybbs und Seitenstetten wurden Straßen nach ihm benannt.

## Schriften (Auswahl)
- Die Sinnbilder und Beiworte Mariens. Seitenstetten 1893.
- Illustrierte Geschichte der deutschen Literatur von den ältesten Zeiten bis zur Gegenwart. 2., neu bearbeitete Auflage. 5 Bände. Verlag Habbel, Regensburg 1926. Digitalisierte Ausgabe der Universitäts- und Landesbibliothek Düsseldorf